# Friedrich Wilhelm Bogler
Friedrich Wilhelm Bogler (* 18. Oktober 1902 in Hofgeismar; † 22. Mai 1945 in Zell am See) war ein deutscher Maler.

## Leben

### Frühe Jahre und Studium am Bauhaus
Friedrich Wilhelm Bogler ist der Enkel des Architekten Wilhelm Bogler und Bruder des Keramikers Theodor Bogler. Er absolvierte zunächst eine Schreinerlehre und studierte anschließend nichtgesicherten Angaben zufolge an der Kunstakademie in Kassel und Hamburg. Ab 1921 studierte er am Staatlichen Bauhaus in Weimar. Zu seinen Lehrern zählten Johannes Itten und Gertrud Grunow. Er zählte zu den Hauptakteuren der Bühnenwerkstatt des Bauhauses unter Leitung von Oskar Schlemmer. Von 1922/23 bis 1925 war er in der Textilklasse und in der Bühnenabteilung am Bauhaus in Weimar tätig. Friedrich Wilhelm Bogler arbeite an mehreren Stücken der Bauhaus-Bühne mit. 1923 an Kurt Schmidts und Georg Teltschers „Mechanisches Ballett“, 1924 an Kurt Schmidts, „Der Mann am Schaltbrett“ und im gleichen Jahr an Xanti Schawinskis „Circus“. Sein einziges selbstverfasstes Stück „Rokokokokotte“ führte er 1924 auf.
Zwischen 1925 und 1929 war Friedrich Wilhelm Bogler in Berlin und Potsdam als Modeschneider tätig.

### Umzug in den Knüll und Mitgliedschaft in der Willingshauser Malerkolonie
1929 baute er sich ein Atelierhaus, die Bogler Kate, am Knüllköpfchen in der Nähe von Ziegenhain. Bogler zog sich in die ländliche Einsamkeit des südlich von Kassel gelegenen Knüllgebirges zurück, dessen bekanntester Maler er wurde. Er tauschte sich auch mit der nahegelegenen Willingshäuser Malerkolonie aus, gehörte aber dieser nicht dauerhaft an. 1933 und 1939 unternahm er Italienreisen und bereiste u. a. die Insel Capri. 1939 heiratete er seine langjährige Freundin Johanna Peter.

### Kriegsdienst und Tod
1940 wurde er zum Kriegsdienst einberufen und 1944 leicht verwundet. Bogler starb 1945 an Entkräftung in einem Lazarett in Zell am See.
Heute erinnert eine Schulungsstätte des Schwalm-Eder-Kreises nahe dem Knüllköpfchen an das Wirken Friedrich Wilhelm Boglers. Die Schulungsstätte entstand an der Stelle der Bogler Kate.

## Werk
Bogler orientierte sich zunächst am Bauhaus, später an der Neuen Sachlichkeit. Die Landschaft des Knüllgebirges und dessen Bewohner waren seine bevorzugten Motive. Er galt als virtuoser und vollkommenster Aquarellist seiner Zeit.
Er malte und aquarellierte viele Landschaften mit Figurenstaffagen, aber auch Figurenbilder und Porträts im Stil der Neuen Sachlichkeit mit einem romantisierend-altmeisterlichen Einschlag. Er gestaltete auf seinen Bildern eine sehr differenzierte Farbigkeit in vorwiegend grünen und braunen Tönen.

## Werke in Museen und Sammlungen
- Albert-Schweitzer-Schule, Hofgeismar
- Neue Galerie Kassel, Kassel: „Kartoffelfeuer“, Aquarell
- Neue Galerie Kassel, Kassel: „Edertalsperre“, Aquarell
- Neue Galerie Kassel, Kassel: „Auf dem Knüll über Treysa“, Öl, um 1939
- Neue Galerie Kassel, Kassel:  „Der Knüll im Schnee“, 1941
- Universitätsmuseum Marburg: „Marburg Blick in die Ziegenhainer Ebene“, Aquarell 1930.
- Sammlung Garnerus, München: „Heilige Familie“, mit Josef als Selbstbildnis. Öl und Mischtechnik auf Holz, Berlin 1926.

## Ausstellungen
- 1937 Galerie Fricke, Berlin,
- 1962 Universitätsmuseum, Marburg,
- 1940 Kunstschau Hillekamp, Kassel,
- 1956 Adolf Faust und seine Schüler, Hofgeismar
- 1980 Orangerie, Kassel: Die Willingshäuser Malerkolonie
- 2002 Stadtmuseum Hofgeismar
- 2002 Städtische Wessenberg-Galerie
- 2006 Museum der Schwalm in Ziegenhain
- 2017 Galerie Brusberg, Berlin